# GJ 3021
GJ 3021 は、みずへび座の方角に約57光年の位置にある連星である。肉眼で見ることができる。主星のGJ 3021 A はソーラーアナログだと考えられ、2000年時点で太陽系外惑星の存在が確実になっている。

## 連星
太陽と似た恒星GJ 3021 Aの近傍を注意深く観測した結果、伴星GJ 3021 Bが発見された。使用した測定法により、推定年齢には1億5000万歳から88億歳と幅があったが、2005年時点では約8億歳と考えられている。太陽よりも多くの鉄を含み、彩層は活発で、速く自転している。GJ 3021 B はM4型の赤色矮星で、主星から68天文単位離れている。

## 惑星系
2000年に、木星型惑星 GJ 3021 b が、GJ 3021 A から0.5天文単位の軌道を公転していることが発見された。視線速度の変動から、下限質量は3.37木星質量程度と推定される。
2001年にヒッパルコス衛星の位置天文学データに基づいた研究によって、GJ 3021 bの軌道傾斜角は11.8°、真の質量は下限質量より大幅に大きい16木星質量とされた。これは惑星ではなく褐色矮星に相当する質量である。しかし後の分析によって、ヒッパルコスは伴星の影響を決定できるほど高性能ではなく、惑星の真の軌道傾斜角と質量はなお不明であるとされた。
天文学者のウラジミール・リラは、Delosと呼ぶことを提案している。
| 名称 （恒星に近い順） | 質量      | 軌道長半径 （天文単位） | 公転周期 (日) | 軌道離心率    | 軌道傾斜角 | 半径 |
| --------------------- | --------- | ----------------------- | ------------- | ------------- | ---------- | ---- |
| b                     | > 3.37 MJ | 0.49                    | 133.71 ± 0.20 | 0.511 ± 0.017 | —          | —    |